# Razdolnoje (rejon mazanowski)
Razdolnoje (ros. Раздольное) – wieś w Rosji, w obwodzie amurskim, w rejonie mazanowskim. W 2010 liczyła 209 mieszkańców.